# Anii 750 î.Hr.
Secole: Secolul al IX-lea î.Hr. - Secolul al VIII-lea î.Hr. - Secolul al VII-lea î.Hr.
Decenii: Anii 790 î.Hr. Anii 780 î.Hr. Anii 770 î.Hr. Anii 760 î.Hr. - Anii 750 î.Hr. - Anii 740 î.Hr. Anii 730 î.Hr. Anii 720 î.Hr. Anii 710 î.Hr.
Anii: 759 î.Hr. | 758 î.Hr. | 757 î.Hr. | 756 î.Hr. | 755 î.Hr. | 754 î.Hr. | 753 î.Hr. | 752 î.Hr. | 751 î.Hr. | 750 î.Hr.

## Evenimente
- 753 î.Hr. - Fondarea Romei, potrivit legendei.